# Пералес (Паленсія)
Пералес (ісп. Perales) — муніципалітет в Іспанії, у складі автономної спільноти Кастилія-і-Леон, у провінції Паленсія. Населення — 153 особи (2010).
Муніципалітет розташований на відстані близько 210 км на північ від Мадрида, 20 км на північ від Паленсії.
На території муніципалітету розташовані такі населені пункти: (дані про населення за 2010 рік)
- Пералес: 87 осіб
- Вільяфруела: 12 осіб
- Вільяльдавін: 54 особи

## Демографія
Динаміка населення (INE ):